# クレイジー・リッチ!
『クレイジー・リッチ!』（Crazy Rich Asians）は、2018年のアメリカ合衆国のロマンティック・コメディ映画。監督はジョン・M・チュウ、主演はコンスタンス・ウーとヘンリー・ゴールディング。本作はケヴィン・クワンが2013年に発表した小説『クレイジー・リッチ・アジアンズ』を原作としている。
本作は主要キャストにアジア系の俳優のみを起用している。メジャースタジオが配給した作品で、主要キャストがアジア系の俳優で占められた作品は『ジョイ・ラック・クラブ』（1993年公開）以来であった。製作チームのこの決断はハリウッドに多様性をもたらすものとして大いに称賛されたが、それ故の論争が巻き起こった。ただし、映画は批評家から絶賛されている。

## ストーリー
レイチェル・チュウは中国系アメリカ人で、生粋のニューヨーカーであり、全米トップクラスの私立大学、ニューヨーク大学で経済学科の教授として教鞭を執っていた。ある日、レイチェルは恋人のニック・ヤンと一緒にシンガポールへ行くことになった。ニックの親友の結婚式に出席するためである。
ジョン・F・ケネディ国際空港に到着した時点でレイチェルは、ニックが想像以上に裕福な家の生まれであったことを知って驚愕し、シンガポールに着いた時にそれは確信に変わった。当然、御曹司のニックを狙う女性は山のようにおり、レイチェルは彼女たちの羨望と嫉妬を一身に浴びせられることとなった。
また、ニックの母親、エレノアはレイチェルを「アメリカ人」と露骨に見下す態度をとってきたため、レイチェルはその対応にも苦慮することになった。
シンガポールに住むアジアのセレブリティたちの生活を目の当たりにし、セレブリティではない上、アジア系であるがまず「アメリカ人」であるレイチェルの価値観は大いに揺さぶられた。「自分とニックがこれから上手くやっていけるのか」と自問するようになった。しかし、華やかに見えたセレブリティの世界にも、ある暗い秘密が隠されていた。

## キャスト
※括弧内は日本語吹替
- レイチェル・チュウ: コンスタンス・ウー（中原麻衣） - ニューヨーク大学の経済学の教授。
- ニック・ヤン: ヘンリー・ゴールディング（小松史法） - レイチェルの恋人。

### ニックの家族
- アストリッド・レオン＝テオ: ジェンマ・チャン（山賀晴代）- ニックの最も親しい従姉妹。
- シャン・スー・イー: リサ・ルー（英語版） - ニックの父方の祖母。
- エレノア・スン＝ヤン: ミシェル・ヨー（塩田朋子） - ニックの母親。
- エディ・チェン: ロニー・チェン - ニックの従兄弟。香港で金融業を営む。
- フィオナ・タン＝チェン: ヴィクトリア・ローク（英語版）（芹沢里桜） - エディの妻。実家が大金持ち。
- アリステア・チェン: レミー・ハイ（英語版） - ニックの従兄弟。台湾の映画プロデューサー。エディの弟。
- オリヴァー: ニコ・サントス（英語版） - ニックの又従兄弟。ヤン家の調達係。
- アレクサンドラ・ヤン（アリックス）: セレーナ・タン（英語版） - ニックのおば。
- フェリシティ・ヤン: ジャニス・コー（英語版）（那村有香） - ニックのおば。アストリッドの母親。スー・イーの娘。

### レイチェルの家族及び友人たち
- ケリー・チュウ: タン・ケン・フア（英語版）（渡辺菜生子）- レイチェルの母親。不動産屋。シングルマザー。
- ゴー・ペク・リン: オークワフィナ（國立幸） - レイチェルの大学時代からの親友。
- ゴー・ワイ・ムン: ケン・チョン（清水明彦）- ペク・リンの父親。
- ニーナ: コー・チェン・ムン（英語版） - ペク・リンの母親。

### ニックの友人たち
- コリン・コー: クリス・パン（英語版）（川原元幸）- ニックの親友。
- アラミンタ・リー: ソノヤ・ミズノ（島田愛野） - コリンの婚約者。
- バーナード・タイ: ジミー・O・ヤン - 大金持ちのドラ息子。ニックとコリンの元同級生。
- アマンダ・リン（マンディ）: ジン・ルージ - ヤン家のおかかえ弁護士。ニックの幼なじみで元恋人。

### その他の登場人物
- チャーリー・ウー: ハリー・シャム・ジュニア
- マイケル・テオ: ピエール・プン（英語版）（花輪英司）- アストリッドの夫。起業家。
- キティ・ポン: フィオナ・シェー（英語版） - アリステアの恋人の三流女優。
- ジャクリーン・リン: エイミー・チェン（英語版） - ニックの両親の学生時代からの友人。アマンダの母親。
- インタン王女: クリス・アキノ（英語版）
- フランチェスカ・ショー: カーメン・スー（英語版）

## 製作
2013年8月、ニーナ・ジェイコブソンがケヴィン・クワンの小説『Crazy Rich Asians』の映画化権を購入した。製作チームはハリウッドの既存の製作システムを活用せずに本作の製作を進めることになった。それは彼らが本作のスタッフ・俳優たちをアジア系で固めたいと考えていたためである。2014年11月、アイヴァンホー・ピクチャーズが本作の製作に出資することになった。
2016年5月、ジョン・M・チュウに本作の監督オファーが出ていると報じられた。10月、激しい配給権獲得競争の末、ワーナー・ブラザース映画が本作の配給権を獲得した。Netflixは前例がないほどの好条件を提示し、さらには続編2本の製作も許可すると申し出たが、製作チームが劇場公開にこだわったため、交渉は不首尾に終わった。他のスタジオも魅力的な条件を提示してきたが、そのどれもがホワイトウォッシングに該当するものであったため、製作チームはそれらを全て断った。
2017年2月15日、コンスタンス・ウーがレイチェル役に起用されたとの報道があった。3月7日、ミシェル・ヨーがキャスト入りした。28日、ヘンリー・ゴールディングの出演が決まったと報じられた。4月10日、ジェンマ・チャンとソノヤ・ミズノが本作に出演することになったとの報道があった。4月18日、クリス・アキノが本作にカメオ出演すると報じられた。24日、本作の主要撮影がマレーシアとシンガポールで始まった。5月12日、ケン・チョンがキャスト入りした。

## 公開・興行収入
本作は2018年8月17日に全米公開される予定だったが、後に公開日が同年8月15日に前倒しされることとなった。2018年8月7日、本作はロサンゼルスのグローマンズ・チャイニーズ・シアターでワールドプレミアを迎えた。8日には全米354館で特別先行上映が行われ、50万ドル弱を稼ぎ出した。
ハリウッドで活躍するアジア人が少ないことを憂慮したアジア系の実業家たちは、ネット上で#GoldOpenと題したキャンペーンを行った。集まった出資金で本作の無料上映会が全米各地で開催された。なお、ゴールディングも同キャンペーンに賛同を呼びかけるツイートを投稿している。後述のように、本作は週末興行収入ランキング初登場1位となるほどのヒットを記録した。その盛り上がりを翌週公開の『search/サーチ』（主演を務めるのはアジア系俳優のジョン・チョー）に繋げるべく、チュウ監督とゴールディングは同作品の無料上映会を主催した。
本作は『マイル22』及び『アルファ 帰還りし者たち』と同じ週に封切られ、公開初週末に2500万ドル前後を稼ぎ出すと予想されていたが、この予想は的中した。2018年8月15日、本作は全米3387館で公開され、公開初週末に2651万ドルを稼ぎ出し、週末興行収入ランキング初登場1位となった。

## 評価・論争

### 批評家及び観客からの評価
本作は批評家から絶賛されている。映画批評集積サイトのRotten Tomatoesには326件のレビューがあり、批評家支持率は91%、平均点は10点満点で7.64点となっている。サイト側による批評家の見解の要約は「すばらしいキャストに派手なビジュアルもたっぷりな『クレイジー・リッチ!』には、映像的にも満足できる進歩があり、しかも古典的な（そして今も有効な）ロマコメの公式をうまく利用している」となっている。また、Metacriticには50件のレビューがあり、加重平均値は74/100となっている。

### 論争
ハリウッド映画であるにも拘らず、主要キャストにアジア系の俳優だけを起用するという本作の試みは大いに称賛されたが、その「不徹底」が批判されることになった。

#### ヘンリー・ゴールディング及びソノヤ・ミズノの起用を巡って
ヘンリー・ゴールディングはマレーシア系イギリス人である。その彼が中国系シンガポール人であるニック・ヤングを演じることが批判された。2017年4月24日、女優のジェイミー・チャン（韓国系アメリカ人）は「『クレイジー・リッチ!』のオーディションを受けたのですが、中国系ではないという理由で選ばれなかったのです」「中国系ではないゴールディングの起用はおかしいと思います。どこで線引きしたのでしょうか。抜け穴は多くあるものなのですね」とインタビューで発言し、それがネット上で炎上する騒ぎとなった。ネットユーザーは「チャンが『ワンス・アポン・ア・タイム』で中国人のムーランを演じていた。それにも拘らず、ゴールディングが中国系の役を演じることを殊更に問題視するのはおかしい」という主旨の批判をした。28日、チャンはインタビューでの発言を謝罪した。12月2日、チャンは自身のTwitterでゴールディングに直接謝罪し、ゴールディングは「インタビューでの発言は文脈を無視して切り取られることがあります。今回の一件もそうでしょう。ですから、謝罪は必要ありません」と応答した。
4月26日、『ザ・ストレーツ・タイムズ』の記者、ジョン・ルイは記事の中でゴールディングの起用を批判した。ルイは日系イギリス人のソノヤ・ミズノが中国系の役に起用されていることにも批判の矛先を向け、映画業界におけるアジア人軽視を糾弾した。こうした批判はやむことがなく、ついにはゴールディング本人がコメントを出す事態に至った。そのコメントの中で、ゴールディングは「私はアジアで16年から17年暮らしました。その期間は私の人生の大部分を占めています。私はアジアに生まれました。私が慣れ親しんできた文化はアジアの文化と同じものです。しかし、人々の中には、それだけでは私をアジア系と認めてくれない人がいます。アジア系であるか否かの境界線はどこにあるのでしょうか」と述べた。
12月2日、オークワフィナはゴールディングの起用を擁護するコメントを発表した。そのコメントの中で、オークワフィナは「私はあの手の批判を好ましく思いません。心が狭いと思います。私は従兄弟たち（両親の片方がアジア系）に囲まれて育ちましたが、その時に学んだことがあります。ハーフの人間はアイデンティティを巡って葛藤するということです。ハーフは両方の世界から拒絶されたように感じるでしょう。ハーフとして生まれた私もそんな気分になったことがあります。もし製作チームがエマ・ストーンをニック・ヤング役に起用したなら、それは良くないことです。しかし、ヘンリーはシンガポールで活動していますし、マレーシア出身でもあります。私はヘンリーがニック役に相応しいと思います」と述べた。
社会学者のナンシー・ワン・ユェンは、「ゴールディングはアジア系ではない」とみなす批判者側の姿勢が民族純化的発想につながりかねないと警鐘を鳴らしている。

#### シンガポール人描写の偏りに関して
先述のように、本作の製作チームはアジア系の俳優で主要キャストを固めることにこだわった。それにも拘らず、起用された俳優は東アジア系（特に中国系）の俳優ばかりで、ゴールディング以外に東南アジア系の俳優が起用されていないという批判があった。
ジャーナリストのクリステン・ハンは「シンガポールを舞台にした作品であるにも拘らず、この国の人口の多くを占めるマレー人やインド人などが（主要なキャストとして）起用されていないのは不自然である」という主旨の批判をした。政治学者のイアン・チョンは「『クレイジー・リッチ!』はシンガポールの描写としては最悪である。マイノリティや周縁民、貧困層の存在を抹殺している。登場人物全員が富裕層かつ中国系シンガポール人である」と述べた。詩人のアルフィアン・サートは本作を『Crazy Rich EAST Asians』と揶揄した。また、本作で発せられる英語が軒並みアメリカ英語かイギリス英語で、シングリッシュがほとんどないことにも批判の目が向けられている。

## 続編の可能性
本作の原作小説は3部作の第1作であるため、本作の続編が製作される可能性は高いと目されている。ワールドプレミアの会場で、チュウ監督は続編の監督も務めたいという主旨の発言をした。